# 凱莎·羅傑斯
凱莎·羅傑斯（英語：Kesha Rogers，1976年12月9日—）是美國政治活動家，曾於2010年和2012年先後兩度代表民主黨競選德克薩斯州第二十二國會選區的美國眾議院議員。她是林登·拉魯旭的追隨者。

## 生平
羅傑斯出生於一個下層中產階級家庭。2001年從德克薩斯州立大學畢業，獲得了政治科學和言語傳播學學位。
2011年，羅傑斯與伊恩·歐弗頓（Ian Overton）結婚。

## 政治生涯
羅傑斯是林登·拉魯旭及其運動的追隨者。她主張彈劾歐巴馬，稱歐巴馬醫改是「法西斯主義」、並將其與納粹德國的「T-4行動」相提並論。她認為大英帝國仍是美國的頭號敵人、「一直是破壞主權民族國家的主導力量」。她還主張恢復1933年的《格拉斯-斯蒂格尔法案》、增加國家航空暨太空總署的資金。

### 2006年德克薩斯州民主黨主席選舉
羅傑斯曾於2006年競選德克薩斯州民主黨主席，最終落敗。

### 2010年美國眾議院選舉
2010年3月2日，羅傑斯贏得了德州第二十二國會選區民主黨初選提名。她的競選口號是「幫助將我送到國會，我們可以將我們的孫輩送到火星！」。
在2010年11月2日的選舉日當中，羅傑斯以29.8％的得票率敗給共和黨的競爭對手彼特·歐森。

### 2012年美國眾議院選舉
2012年，羅傑斯再度贏得了德州第二十二國會選區的民主黨初選提名。她仍主張彈劾歐巴馬。
在2012年11月6日的選舉日當中，她以32％的得票率再度敗給了彼特·歐森。

### 2014年美國參議院選舉
2013年，羅傑斯角逐德州聯邦參議員的民主黨初選提名。她主張彈劾歐巴馬和廢除《平價醫療法案》。羅傑斯最終敗給了牙醫大衛·艾拉米爾（David Alameel）。

## 外部連結
- 凱莎·羅傑斯的Facebook專頁
- 凱莎·羅傑斯的X（前Twitter）